# Paedophryne swiftorum
Espèce
Paedophryne swiftorum est une espèce d'amphibiens de la famille des Microhylidae.

## Répartition

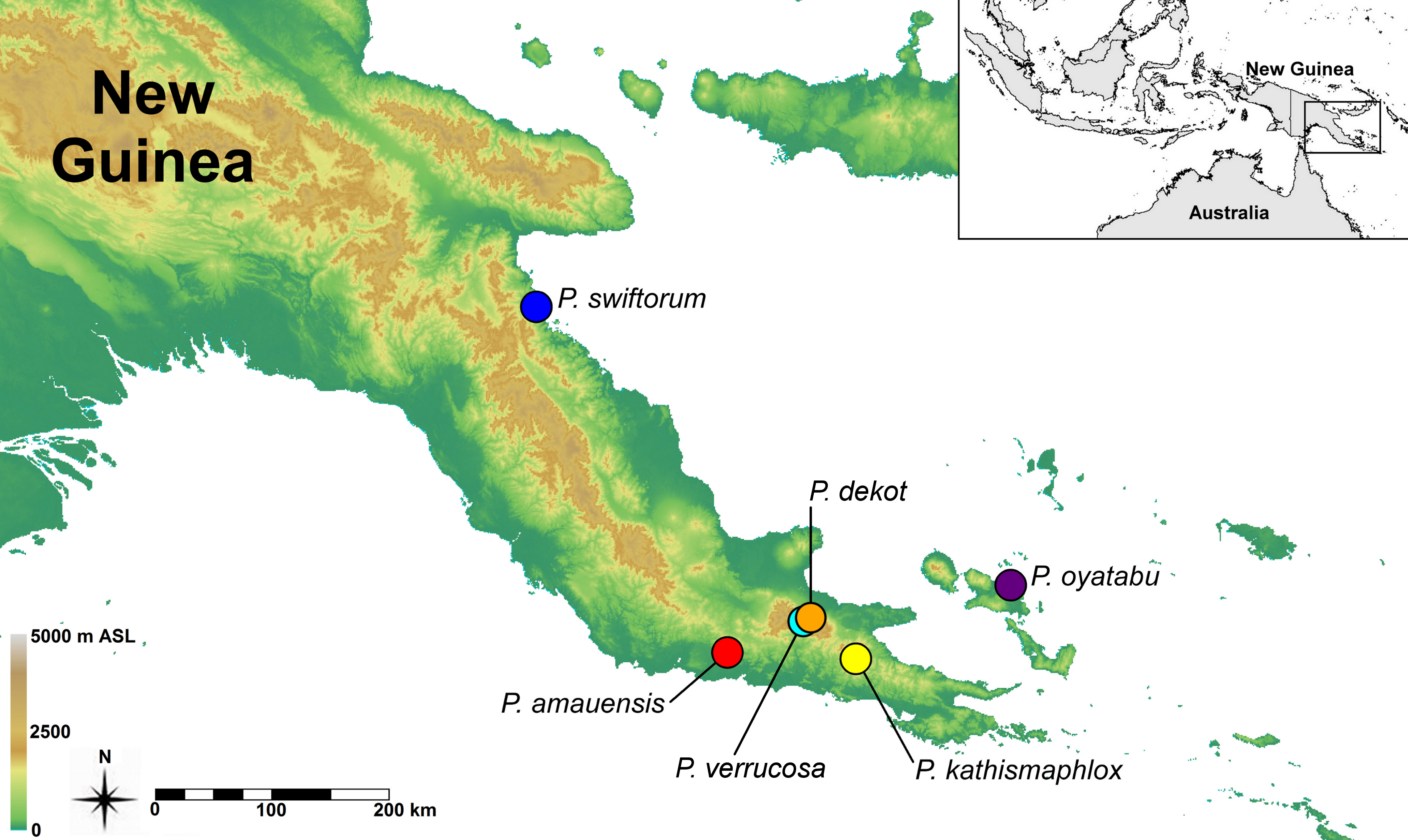
Point bleu : Site de découverte de Paedophryne swiftorum

Cette espèce est endémique de la province de Morobe en Papouasie-Nouvelle-Guinée. Elle a été observée de 500 à 950 m d'altitude.

## Description

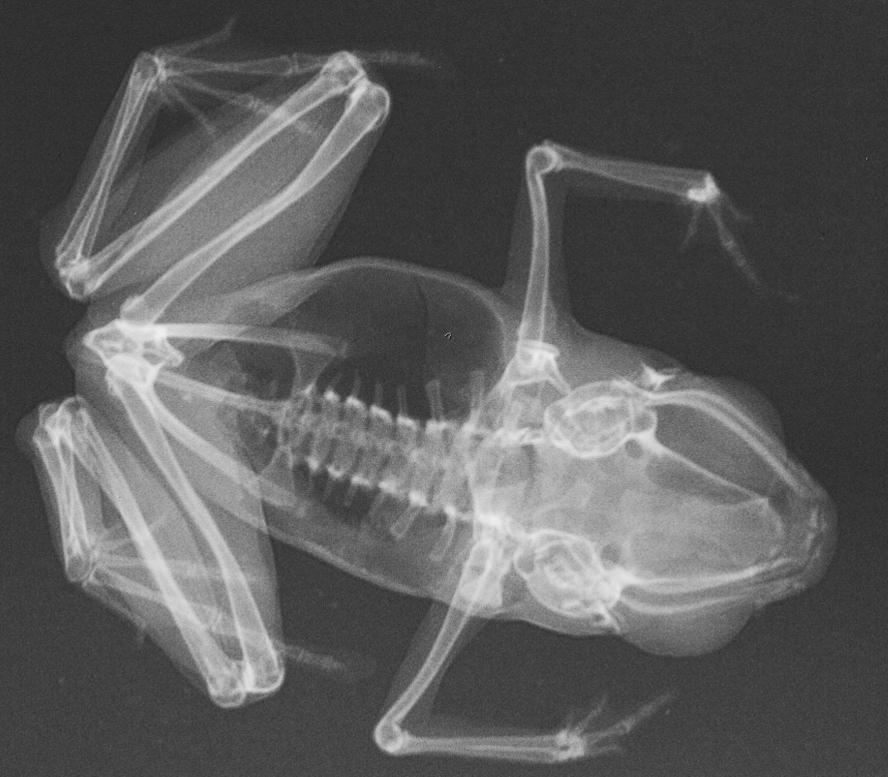
Squelette de Paedophryne swiftorum

Paedophryne swiftorum mesure entre 8,25 et 8,90 mm pour les mâles.

## Étymologie
Cette espèce est nommée en l'honneur de la famille Swift.

## Publication originale
- Rittmeyer, Allison, Gründler, Thompson & Austin, 2012 : Ecological Guild Evolution and the Discovery of the World’s Smallest Vertebrate. PLoS ONE, vol. 7, no 1, p. e29797, doi:10.1371/journal.pone.0029797. (texte intégral).